# Вакцинація проти COVID-19 в Албанії
Вакцинація проти COVID-19 в Албанії — це кампанія масової імунізації населення Албанії проти COVID-19 під час пандемії коронавірусної хвороби. Вакцинальна кампанія в країні розпочалася 17 січня 2021 року.

## Програма вакцинації
У перші місяці вакцинальної кампанії державні органи зосереджувалися на вакцинації медичного та адміністративного персоналу, а також на жителів та персонал будинків пристарілих.

### Вакцини
Албанія на початку пандемії доклала зусиль, щоб забезпечити достатню кількість доз вакцини для своїх громадян. Першу угоду було укладено через COVAX щодо забезпечення вакцинами 20 % загального населення країни. 21 жовтня 2020 року парламент ратифікував угоду про 4 мільйони доларів з GAVI, за яким Албанія стала бенефіціаром вакцини за рахунок самофінансування цієї програми доставки. Загалом через механізм COVAX країна забезпечила 1 мільйон 140 тисяч доз для близько 560 тисяч осіб або 20 % населення. Цими вакцинами були вакцини Oxford-AstraZeneca та Pfizer-BioNTech, обидві схвалені ВООЗ. На першому етапі вакцинації з лютого по травень отримано 120 тисяч доз вакцини AstraZeneca, а на другому етапі, квітень-червень, було отримано 23400 доз вакцини Pfizer. Зробивши висновок, що такий спосіб забезпечення вакцинами не зможе забезпечити вакциною в перші дні початку вакцинації Європі, а також оскільки ЄС виключив Албанію зі своєї програми забезпечення вакцинами, оскільки вона не є членом ЄС, вищі державні чиновники намагалися укласти прямий контракт з компанією «Pfizer» наприкінці грудня 2020 року.
На відміну від звичайного часу, коли схвалення ліків і медичних виробів здійснюється відповідним агентством під назвою Національне агентство з лікарських засобів і медичних виробів, під час епідемії та подій, важливих для охорони здоров'я, схвалення вакцин проводить уряд через міністерство. охорони здоров'я. Рішення приймаються після консультації з центральним комітетом експертів, який створюється у випадках епідемій або надзвичайних медичних ситуацій і виконує функції консультативного органу при міністерстві охорони здоров'я. До складу комітету входять експерти самого міністерства, Інституту громадського здоров'я, Національного центру з надзвичайних ситуацій, Національної інфекційної служби та представники закладів охорони здоров'я залежно від ситуації. Державні органи Албанії станом на березень 2021 року схвалили 4 вакцини, а саме: Pfizer–BioNTech; AstraZeneca; Спутник V і Коронавак.
1 січня 2021 року прем'єр-міністр Албанії Еді Рама оголосив про досягнення угоди з компанією «Pfizer» на постачання 500 тисяч доз вакцини. Надходження вакцини від «Pfizer» мало відбуватиься кількома партіями, починаючи з першої партії, яка мала надійти наприкінці січня, і тривати протягом кількох місяців. Однак пізніше сама компанія перенесла його на початок лютого через інвестиції у збільшення виробничих потужностей. Незважаючи на пряму угоду з компанією, перша партія вакцини Pfizer з 975 доз була доставлена в Албанію невідомою державою-членом ЄС. 1 лютого 2021 року до Албанії надійшло ще 1170 доз вакцини Pfizer.
Станом на 12 березня 2021 року в Албанії було щеплено 23325 осіб, а від AstraZeneca надійшло ще 38400 доз вакцини. Додаткові 40800 доз вакцини AstraZeneca прибули до Албанії 17 квітня через механізм COVAX.
21 березня 2021 року Албанія отримала 10 тисяч доз вакцини «Спутник V», які були надані Об'єднаними Арабськими Еміратами, а через 2 дні парламент схвалив попередню угоду на постачання вакцини «Коронавак».
21 березня 2021 року Албанії вдалося забезпечити отримання 1 мільйона доз вакцини «Коронавак» виробництва китайської компанії «Sinovac Biotech» через турецьку дистриб'юторську компанію «Keymen İlaç». Угода складалася з двох частин, де перша частина передбачає надання 500 тисяч доз вакцини протягом 60 днів, а інша половина буде переглянута пізніше. Перша партія з 192 тисяч доз була відправлена в той же день підписання, а ще 100 тисяч — 8 квітня. Остання партія з 208 тисяч доз, що були частиною початкової угоди, була надіслана 19 квітня. З такою кількістю вакцини Албанія 28 березня почала масову вакцинацію свого населення. За даними міністерства охорони здоров'я, кількість введених доз за добу сягала від 10 до 15 тисяч, але була можливість для значного збільшення кількості введених доз, враховуючи залучення військового медичного персоналу.
26 березня 2021 року розпочалася вакцинація осіб похилого віку старших 80 років вакциною «Спутник V». За словами прем'єр-міністра, очікується надходження ще 25 тисяч доз цієї вакцини, але він не уточнив, чи будуть це пожертвування, як попередні 10 тисяч, чи вакцина буде закуплена в компанії-виробника.
У квітні 2021 року міністр охорони здоров'я Огерта Манастирліу оголосила, що очікується, що вакцинація осіб віком 65 років і старших розпочнеться протягом тижня, і що 500 тисяч осіб отримають принаймні одну дозу вакцини протягом травня 2021 року.
18 квітня 2021 року 50 тисяч доз вакцини «Ковішелд», що є брендом вакцини AstraZeneca, виробленої Інститутом сироватки крові Індії, та були надані в рамках ініціативи Vaccine Maitri урядом Індії, які були отримані в аеропорту послом Індії в супроводі двох албанських міністрів. Посол відзначив Албанію як дружню країну, зазначивши, що для забезпечення вакцинами для Албанії зроблено виняток, хоча сама Індія заблокувала їх експорт внаслідок збільшення випадків хвороби.
5, 12 19 і 26 квітня чотирма партіями було завезено загалом 30420 доз вакцини Pfizer в рамках прямого контракту з компанією.
20 квітня 2021 року єврокомісар з питань сусідства та розширення Олівер Варгеї повідомив, що Європейський Союз надасть 651 тисяч доз вакцини Pfizer до 6 країн Західних Балкан, з яких Албанія отримає 145 тисяч доз.. Їх доставка була проведена австрійським урядом, і постаяання мало розпочатися в травні 2021 року та, як очікувалося, завершитися в серпні 2021 року.
7 квітня 2021 року уряд Албанії проклав шлях для угоди про надання попередньої кількості 50 тисяч доз російської вакцини «Спутник V», яка мала надійти через 10 днів після підписання угоди. Хоча використання вакцини «Спутник V» почалося раніше з 10 тисяч доз, наданих Об'єднаними Арабськими Еміратами, частина з них стала також і тестувальником вакцини в країні. Саме 30 квітня 2021 року на офіційному сайті Російського фонду прямих інвестицій, який займається дистрибуцією та експортом вакцини, було оголошено про офіційне схвалення вакцини в Албанії. Того ж дня було завезено першу партію з 25 тисяч доз.
Протягом травня в Албанію було здійснено чотири поставки вакцини Pfize—BioNTech на загальну кількість 50310 доз, більшість з яких проведена за двосторонніми контрактами, а інша частина — в рамках програми допомоги ЄС для Західних Балкан. 4 травня парламент деякими нормативними актами проклав шлях для переговорів щодо другої частини контракту на постачання вакцини «Коронавак» і водночас можливість додаткового постачання вакцини «Спутник V». Перша партія у 60 тисяч доз із другого контракту з турецькою компанією, яка постачає вакцину «Коронавак», була відправлена 23 травня того ж місяця.

### Використання вакцин
| Назва вакцини      | Процес схвалення | Кількість | Доставлені дози | Схвалення вакцини | Початок застосування |
| ------------------ | ---------------- | --------- | --------------- | ----------------- | -------------------- |
| Pfizer—BioNTech    | Схвалена         | ~3075000  | 735635          | 10 січня 2021     | 11 січня 2021        |
| Oxford-AstraZeneca | Схвалена         | ~1100000  | 249200          | 11 січня 2021     | 13 березня 2021      |
| Спутник V          | Схвалена         | 60000     | 60000           | 9 березня 2021    | 26 березня 2021      |
| Коронавак          | Схвалено         | 1500000   | 1000000         | 9 березня 2021    | 28 березня 2021      |